# NWA North American Tag Team Championship (Central States version)
El NWA North American Tag Team Championship (Central States version) fue una versión del NWA North American Tag Team Championship, perteneciente a la Heart of America Sports Attractions, territorio de desarrollo de la National Wrestling Alliance. El campeonato fue defendido en la división en parejas desde 1963 hasta 1973.

## Lista de campeones
| Luchador | N.º | Fecha                    | Días | Show o evento        | Notas |
| --- | --- | ------------------------ | ---- | -------------------- | --- |
| Sonny Myers & Pat O'Connor                                                                                     | 1   | 19 de diciembre de 1963  | 63   | Kansas City, Kansas  | Ver listaMyers & O'Connor derrotaron a The Stomper y Mike Sharpe en la final de un torneo.                                                      |
| Bob Geigel & Bill Miller                                                                                       | 1   | 20 de enero de 1964      | 92   | Kansas City, Kansas  | |
| Sonny Myers & Pat O'Connor                                                                                     | 2   | 22 de mayo de 1964       |      | Kansas City, Kansas  | |
| |     |                          |      |                      | |
| Don Slatton & Moose Evans                                                                                      | 1   | 19 de junio de 1964      |      |                      | |
| |     |                          |      |                      | |
| Vacante |     | 1965                     |      |                      | Ver listaEl campeonato quedó vacante sin razón alguna quedando en los documentos en ese estado.                                                 |
| Doug Gilbert & Ron Reed                                                                                        | 1   | 19 de febrero de 1965    |      | Saint Joseph, Misuri | Ver listaDerrotaron a Dutch Savage & Tom Clark ganando el campeonato vacante; también reconocidos como NWA United States Tag Team Championship. |
| Rocky Hamilton & Dutch Savage                                                                                  | 1   | 1965                     |      |                      | |
| Doug Gilbert & Ron Reed                                                                                        | 2   | 25 de marzo de 1965      | 63   | Kansas City, Kansas  | |
| Bob Geigel & Dutch Savage                                                                                      | 1   | 27 de mayo de 1965       | 46   | Kansas City, Kansas  | |
| Vacante |     | 12 de julio de 1965      |      |                      | Ver listaVacante por razones desconocidas. |
| "Bulldog" Bob Brown & Bob Geigel                                                                               | 1   | 1965                     |      | Amarillo, Texas      | Ver listaGanaron un torneo derrotando finalmente a Lou Thesz y Bob Ellis en diciembre de 1965.                                                  |
| Bob Ellis & The Stomper                                                                                        | 1   | 19 de mayo de 1966       | 56   | Kansas City, Kansas  | |
| Jack Donovan & The Viking                                                                                      | 1   | 14 de julio de 1966      | 70   | Kansas City, Kansas  | |
| "Bulldog" Bob Brown & Bob Geigel                                                                               | 2   | 22 de septiembre de 1966 | 267  | Kansas City, Kansas  | |
| Ron Etchison & Sonny Myers                                                                                     | 1   | 16 de junio de 1967      | 111  | Saint Joseph, Misuri | |
| Bob Ellis & The Viking                                                                                         | 1   | 5 de octubre de 1967     | 14   | Kansas City, Kansas  | |
| "Bulldog" Bob Brown & Bob Geigel                                                                               | 3   | 19 de octubre de 1967    | 84   | Kansas City, Kansas  | |
| Ron Etchison & Klondike Bill                                                                                   | 1   | 11 de enero de 1968      | 21   | Kansas City, Kansas  | |
| "Bulldog" Bob Brown & Bob Geigel                                                                               | 4   | 1 de febrero de 1968     | 98   | Kansas City, Kansas  | |
| Ron Etchison & Sonny Myers                                                                                     | 2   | 9 de mayo de 1968        | 77   | Kansas City, Kansas  | |
| Roger Kirby & The Viking                                                                                       | 1   | 25 de julio de 1968      | 35   | Kansas City, Kansas  | |
| Ron Etchison & Sonny Myers                                                                                     | 3   | 29 de agosto de 1968     | 8    | Kansas City, Kansas  | |
| "Bulldog" Bob Brown & Bob Geigel                                                                               | 5   | 5 de septiembre de 1968  | 56   | Kansas City, Kansas  | |
| Terry Martin & Tommy Martin                                                                                    | 1   | 31 de octubre de 1968    | 7    | Kansas City, Kansas  | |
| The Outlaws (Dick Murdoch & Dusty Rhodes)                                                                      | 1   | 7 de noviembre de 1968   | 50   | Kansas City, Kansas  | |
| Bob Geigel & The Viking                                                                                        | 1   | 27 de diciembre de 1968  | 132  | Kansas City, Kansas  | |
| K.O. Kox & Dick Murdoch                                                                                        | 1   | 8 de mayo de 1969        | 35   | Kansas City, Kansas  | |
| Luke Brown & Tor Kamata                                                                                        | 1   | 12 de junio de 1969      |      | Kansas City, Kansas  | |
| K.O. Kox & Dick Murdoch                                                                                        | 2   | 19 de junio de 1969      |      | Kansas City, Kansas  | |
| Luke Brown & Danny Little Bear                                                                                 | 1   |                          |      | Kansas City, Kansas  | |
| Vacante |     | 19 de septiembre de 1969 |      |                      | Ver listaEl campeonato quedó vacante cuando Luke Brown abandonó a Danny Little Bear durante una lucha.                                          |
| Danny Little Bear & Stan Pulaski                                                                               | 1   |                          |      | Kansas City, Kansas  | Ver listaDerrotaron a Tarzan Tyler y The Great Kojika en la final de un torneo.                                                                 |
| Luke Brown & The Ox                                                                                            | 1   | 2 de octubre de 1969     | 36   | Kansas City, Kansas  | |
| Danny Little Bear & The Viking                                                                                 | 1   | 7 de noviembre de 1969   | 13   | Saint Joseph, Misuri | |
| K.O. Kox & Killer Karl Kox                                                                                     | 1   | 20 de noviembre de 1969  |      | Kansas City, Kansas  | |
| Bob Geigel & The Stomper                                                                                       | 1   | 16 de febrero de 1970    |      |                      | |
| K.O. Kox & Killer Karl Kox                                                                                     | 2   | 4 de marzo de 1970       |      |                      | |
| Bob Geigel & The Stomper                                                                                       | 2   | 13 de abril de 1970      | 7    | Saint Joseph, Misuri | |
| K.O. Kox & Killer Karl Kox                                                                                     | 3   | 20 de abril de 1970      |      | Saint Joseph, Misuri | |
| |     |                          |      |                      | |
| Harley Race & Baron von Raschke                                                                                | 1   | 15 de mayo de 1970       |      |                      | Ver listaSe desconoce a quien vencieron Harley Race y Raschke.                                                                                  |
| Danny Little Bear & Rufus R. Jones                                                                             | 1   | 1970                     |      |                      | |
| |     |                          |      |                      | |
| Rufus R. Jones & The Stomper                                                                                   | 1   | 27 de noviembre de 1970  |      |                      | |
| |     |                          |      |                      | |
| Rock Hunter & Roger Kirby                                                                                      | 1   | 18 de diciembre de 1970  |      |                      | |
| |     |                          |      |                      | |
| John Tolos & Baron Von Heisinger                                                                               | 1   | 19 de marzo de 1971      |      |                      | Ver listaDerrotaron a Pat O’Conner y Danny Little Bear.                                                                                         |
| Bob Geigel & The Stomper                                                                                       | 3   | 9 de abril de 1971       |      |                      | |
| Buddy Austin & Bob Orton                                                                                       | 1   | 1971                     |      |                      | |
| Steve Bolus & Rufus R. Jones                                                                                   | 1   | 12 de agosto de 1971     |      | Kansas City, Kansas  | |
| Yasu Fuji & Chati Yokouchi                                                                                     | 1   | 15 de octubre de 1971    |      |                      | |
| The Stomper & The Viking                                                                                       | 1   | 19 de noviembre de 1971  |      | Saint Joseph, Misuri | |
| Yasu Fuji & Chati Yokouchi                                                                                     | 2   | 8 de diciembre de 1971   |      |                      | |
| Omar Atlas & Danny Little Bear                                                                                 | 1   | 27 de enero de 1972      | 14   | Kansas City, Kansas  | |
| Yasu Fuji & Chati Yokouchi                                                                                     | 3   | 10 de febrero de 1972    | 28   | Kansas City, Kansas  | |
| Omar Atlas & Danny Little Bear                                                                                 | 2   | 9 de marzo de 1972       | 2    | Kansas City, Kansas  | |
| Yasu Fuji & Chati Yokouchi                                                                                     | 4   | 11 de marzo de 1972      | 41   | Wichita, Kansas      | |
| Danny Little Bear & The Stomper                                                                                | 1   | 21 de abril de 1972      | 69   | Saint Joseph, Misuri | |
| Black Angus Campbell & Roger Kirby                                                                             | 1   | 29 de junio de 1972      | 111  | Kansas City, Kansas  | |
| Rufus R. Jones & The Stomper                                                                                   | 1   | 18 de octubre de 1972    | 15   | Kansas City, Kansas  | |
| Roger Kirby & Harley Race                                                                                      | 1   | 2 de noviembre de 1972   | 73   | Kansas City, Kansas  | |
| Bob Geigel & Rufus R. Jones                                                                                    | 1   | 1 de febrero de 1973     | 35   | Kansas City, Kansas  | |
| The Great Togo & Tokyo Joe                                                                                     | 1   | 8 de marzo de 1973       | 0    | Kansas City, Kansas  | |
| El campeonato fue reemplazado por el NWA World Tag Team Championship luego de la victoria de Togo y Tokyo Joe. |     |                          |      |                      | |